# Hagen (Lohmar)
Hagen ist ein Hof in Lohmar im Rhein-Sieg-Kreis in Nordrhein-Westfalen.

## Geographie
Hagen liegt im Südosten von Lohmar. Umliegende Ortschaften und Weiler sind Schlade und Pohlhausen (zu Neunkirchen-Seelscheid) im Nordosten, Hochhausen (zu Neunkirchen-Seelscheid) im Südosten, Birk im Südosten, Süden und Südwesten, Birkhof im Westen sowie Bich und Hove im Nordwesten.

## Gewässer
Der Bicher Bach, ein orographisch linker Nebenfluss des Jabachs, entspringt südöstlich von Hagen.

## Sehenswürdigkeiten
- Der Fernmeldeturm Lohmar-Birk
- Die östlich von Hagen liegende Wahnbachtalsperre

## Verkehr
Hagen liegt westlich zur Bundesstraße 56.